# Acrolophus salvini
Acrolophus salvini är en fjärilsart som beskrevs av Druce 1901. Acrolophus salvini ingår i släktet Acrolophus och familjen Acrolophidae. Inga underarter finns listade i Catalogue of Life.